# Mamboicus
Mamboicus is een geslacht van kevers uit de familie van de loopkevers (Carabidae). De wetenschappelijke naam van het geslacht is voor het eerst geldig gepubliceerd in 1886 door Bates.

## Soorten
Het geslacht Mamboicus omvat de volgende soorten:
- Mamboicus afrellus (Bates, 1886)
- Mamboicus conradti (Banninger, 1939)
- Mamboicus granulipennis (Bates, 1886)
- Mamboicus heterosculptus Banninger, 1929
- Mamboicus hypocrita (Banninger, 1929)
- Mamboicus langenhani (Banninger, 1933)
- Mamboicus lastii Bates, 1886
- Mamboicus methneri Banninger, 1929
- Mamboicus ochryopoides Banninger, 1929
- Mamboicus semigranulatus (Banninger, 1929)